# Omorgus carinatus
Omorgus carinatus es una especie de escarabajo del género Omorgus, familia Trogidae. Fue descrita científicamente por Loomis en 1922.
Esta especie se encuentra en Arizona, Nuevo México y Texas, también en México, en Chihuahua.